# Chicomoceloc
Chicomoceloc är en ort i Mexiko.   Den ligger i kommunen Magdalena och delstaten Veracruz, i den sydöstra delen av landet, 230 km öster om huvudstaden Mexico City. Chicomoceloc ligger 1 468 meter över havet och antalet invånare är 341.
Terrängen runt Chicomoceloc är bergig åt sydväst, men åt nordost är den kuperad. Runt Chicomoceloc är det ganska tätbefolkat, med 100 invånare per kvadratkilometer. Närmaste större samhälle är Córdoba, 17,4 km nordost om Chicomoceloc. I omgivningarna runt Chicomoceloc växer i huvudsak städsegrön lövskog.